# لذت زندگی
لذت زندگی (به فرانسوی: Le bonheur de vivre) یک تابلو نقاشی اثر آنری ماتیس است. این نقاشی به همراه دوشیزگان آوینیون پیکاسو از پایه‌های نوگرایی محسوب می‌شوند.
بوم‌های به یادماندنی اولین بار در سال ۱۹۰۶ در  جامعه هنرمندان مستقل به نمایش درآمد و رنگ‌های کادمیوم و اعوجاج فضایی آن موجب اعتراض و خشم عمومی شد.

## توصیف
در پس‌زمینه مرکزی تابلو چهره‌هایی دیده می‌شود که بسیار شبیه گروهی است که در نقاشی رقص (۱۹۰۹–۱۰) کشیده‌است. در نقاشی چندین زن و مرد برهنه در چشم‌اندازی با رنگ‌های زنده وجود دارد.